# Anita Schulz
Anita Schulz (* 1987) ist eine frühere deutsche Kinderdarstellerin. 
Anita Schulz wurde Ende der 1990er Jahre als Kinderdarstellerin tätig.
Sie spielte in der Verfilmung von Emil und die Detektive aus dem Jahr 2001 die Rolle der Elfe. Außerdem hatte sie Auftritte in Ein Hund namens Freitag und in Unser Pappa – Herzenswünsche. 2004 zog sie sich von der Schauspielerei zurück.

## Filmografie
- 1998: Achterbahn (Fernsehreihe, drei Folgen)
- 1998: Ein Hund namens Freitag
- 2001: Emil und die Detektive
- 2001: Unser Pappa 1 & 2
- 2004: Sabine! (Fernsehserie, eine Folge)
- 2004: Unser Pappa – Herzenswünsche